# 裏切りは僕の名前を知っている O.S.T
『裏切りは僕の名前を知っている O.S.T』は、テレビアニメ『裏切りは僕の名前を知っている』の1stサウンドトラック。2010年7月7日にFlyingDogより発売された。

## 概要
前期のBGMを収録されている全19曲のうちは海田庄吾が制作を担当。また、Rayflowerが歌う主題歌の『裏切りのない世界まで』と『蒼い糸』両曲のTVサイズ・バージョンを収録。全21曲。

## 曲目リスト
1. † e・ter・ni・ty †
2. 裏切りのない世界まで（TV version） [1:31]
3. 裏切りは僕の名前を知っている <永劫の調べ>  [3:18]
4. The story of prince and princess [2:48]
5. the battle with Duras [2:49]
6. 目は刃 髪は夜 <ブランド・ゼス> [3:13]
7. past and sadness [2:59]
8. Raintree calling [2:47]
9. dust to dust [2:29]
10. Proof of life [2:46]
11. sublime [3:25]
12. 月に憑かれし心 [2:25]
13. 帰らぬ日々 白き明日 [4:02]
14. あなたに守られて [3:10]
15. Peace of mind [2:16]
16. 儚く強く尊いもの [3:06]
17. Bloody†Cross（ルカ=クロスゼリア） [3:26]
18. ツヴァイルト 戒めの手 [2:45]
19. 愛を乞う強さ [2:16]
20. “誰か"を想う涙の後に [2:37]
21. 蒼い糸（TV version） [1:31]